# Jardim Andere
Jardim Andere é um bairro da cidade de Varginha, Minas Gerais, Brasil.
Tornou-se famoso em 1996, pois neste bairro, mais especificamente na Rua Suécia, em frente ao nº3, três jovens teriam visto, segundo alegaram, uma estranha criatura, dando origem ao famoso Caso Varginha.

O bairro foi palco do evento Virada Varginha em 2019, onde foram realizadas atividades culturais em alusão ao caso ufológico.